# 大村らら
大村 らら（おおむら らら、2002年7月3日 - ）は、日本の元子役。神奈川県出身。ファイブ☆エイトグループに所属していた。旧芸名は大村 藍来（読み同じ）。

## 出演

### テレビ番組
- ワカチュキ（2003年、日本テレビ）
- 所さんの日本ジツワ銀行（2003年、日本テレビ）

### テレビドラマ
- 相棒 season6 第4話（2007年、テレビ朝日） - 藤沢麻衣 役
- ドラマスペシャル・白洲次郎（2009年、NHK） - 白洲桂子（少女時代） 役
- ダイワハウス ドラマスペシャル・さくら道（2009年、読売テレビ） - 佐藤未央子（少女時代） 役
- ママはニューハーフ（2009年、テレビ東京） - 三沢千香 役
- 仮面ライダーW 第5話・第6話（2009年、テレビ朝日） - 楠原あすか 役
- ショカツの女 新宿西署 刑事課強行犯係 4（2009年、朝日放送） - 内田美咲（演：村井美樹）の幼少期 役
- ハガネの女 season2（2011年4月 - 6月 、テレビ朝日） - 足立雪 役

### CM
- シダックス カラオケ編（2007年）
- 紀文のおせち（2008年 - 2010年）

### プロモーションビデオ
- 平井堅「君の好きなとこ」（2007年）

### 映画
- 仮面ライダーW FOREVER AtoZ/運命のガイアメモリ（2010年、東映） - 楠原あすか 役（友情出演）